# Рим, Генри Мейнелл
Генри Мейнелл Рим (англ. Henry Meynell Rheam; 13 января 1859, Беркенхед — ноябрь 1920, Пензанс, Корнуолл) — английский художник, работавший в направлениях живописи символизм и постимпрессионизм.

## Жизнь и творчество
Генри Мейннлл Рим изучал живопись в лондонской школе искусств Хетерли (Heatherley’s School of Art), в академии Жюлиан в Париже и в Германии. В 1880-е годы Рим по совету своего двоюродного брата, также художника Генри Скотта Така переезжает на юго-запад Англии, в Полперро. В 1887 году работы его впервые выставляются в Лондоне. В 1890 году Рим селится в городке Ньюлин, где уже длительное время ежегодно проводились одни из известнейших спортивных состязаний в Англии того времени — игра в крикет между художниками Ньюлина (где тогда находилась также одна из влиятельнейших в Великобритании колоний художников) и художниками города Сент-Ив в Корнуолле. Г. М. Рим был одним из лучших игроков и крикет в Англии, и поэтому был специально приглашён в Ньюлин как мастер игры. После переезда Рим становится тесно связан с живописцами Ньюлинской школы.
Во время своего пребывания в Ньюлине Г. М. Рим создаёт многочисленные жанровые полотна и портреты в постимпрессионистском стиле. Позднее он пишет картины на легендарные и сказочные сюжеты, близкие к творчеству прерафаэлитов. Художник работает преимущественно акварелью, реже — масляными красками. После ряда успешных выставок Г. М. Рим становится членом Королевского института художников-акварелистов (Royal Institute of Painters in Water Colours).
В 1900 году художник вступает в брак с Элис Эллиот. Супруги живут некоторое время в Ньюлине, затем перебираются в Пензанс, где Г. М. Рим и проживает до своей кончины в 1920 году.

## Галерея

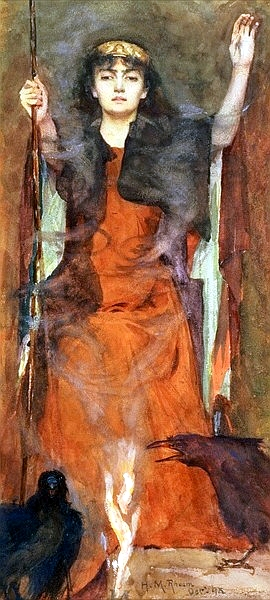
Волшебница (1898)
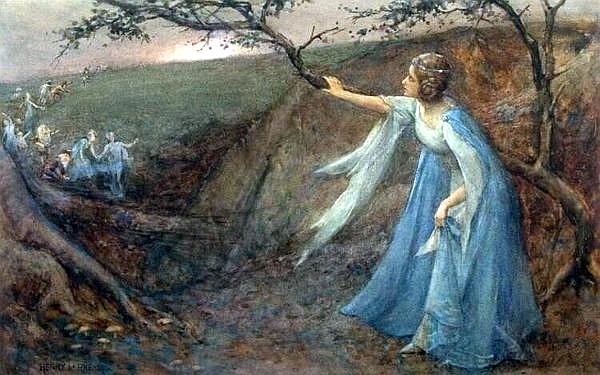
Титания
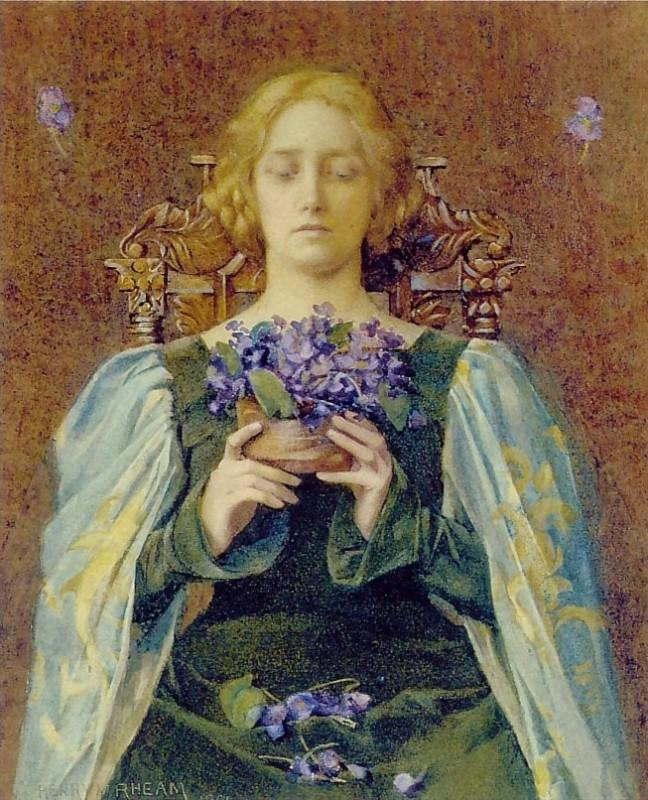
Фиалки (1904)
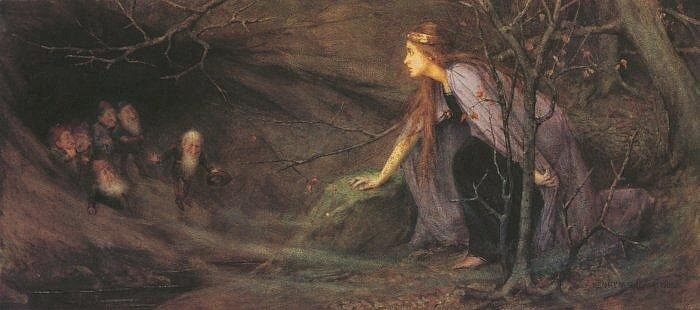
По ту сторону времени (1908)
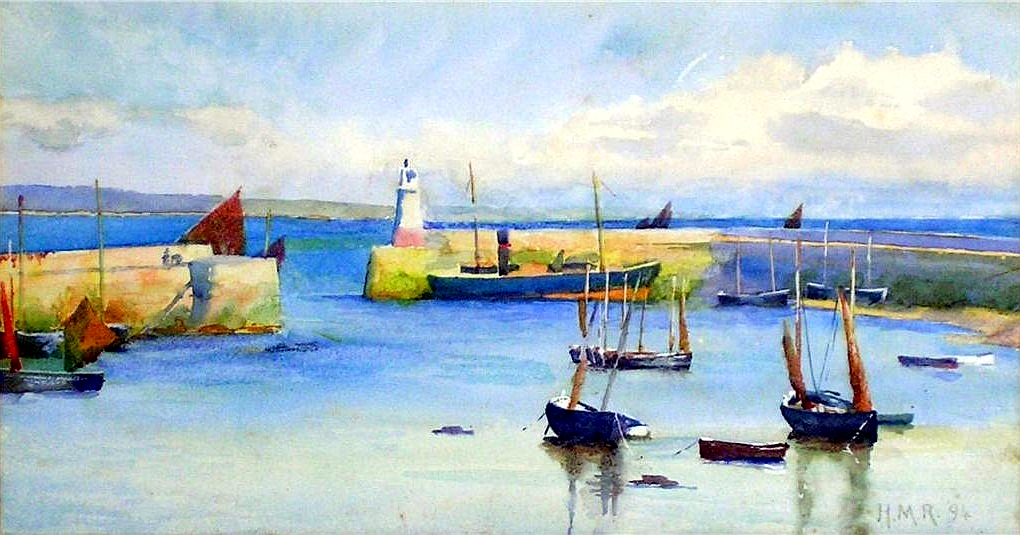
Гавань Ньюлина (1894)
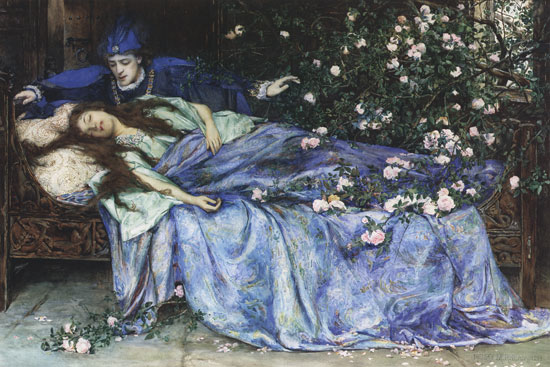
Спящая красавица (1899)